# Associazione Sportiva Latina 1996 2005-2006
Questa pagina raccoglie le informazioni riguardanti l'Associazione Sportiva Latina 1996 nelle competizioni ufficiali della stagione 2005-2006.

## Rosa
| N. |                           | Ruolo | Calciatore               |  |
| -- | ------------------------- | ----- | ------------------------ |  |
|    | Italia (bandiera)         | P     | Davide Accialini         |  |
|    | Nigeria (bandiera)        | A     | Kolavole Oyeola Agodirin |  |
|    | Costa d'Avorio (bandiera) | D     | Ghislain Akassou         |  |
|    | Italia (bandiera)         | D     | Matteo Anania            |  |
|    | Italia (bandiera)         | A     | Edoardo Artistico        |  |
|    | Italia (bandiera)         | D     | Maurizio Battistelli     |  |
|    | Albania (bandiera)        | C     | Denis Boshnjaku          |  |
|    | Italia (bandiera)         | C     | Alessandro Campagna      |  |
|    | Italia (bandiera)         | D     | Marco Capezzuto          |  |
|    | Italia (bandiera)         | C     | Lorenzo Caputi           |  |
|    | Italia (bandiera)         | C     | Marco Caputi             |  |
|    | Italia (bandiera)         | C     | Davide Carfora           |  |
|    | Italia (bandiera)         | D     | Roberto Corradi          |  |
|    | Italia (bandiera)         | A     | Domenico Costanzo        |  |
|    | Italia (bandiera)         | C     | Tommaso D'Arcangeli      |  |
|    | Italia (bandiera)         | C     | Alfredo Femiano          |  |
|    | Nigeria (bandiera)        | A     | Hashimu Garba            |  |
|    | Argentina (bandiera)      | D     | Ariel Grana              |  |
|    | Italia (bandiera)         | C     | Giuseppe Lentini         |  |

| N. |                     | Ruolo | Calciatore              |
| -- | ------------------- | ----- | ----------------------- |
|    | Italia (bandiera)   | D     | Gaetano Lonardo         |
|    | Italia (bandiera)   | C     | Andrea Lorenzo          |
|    | Italia (bandiera)   | C     | Manolo Manoni           |
|    | Italia (bandiera)   | C     | Gennaro Marasco         |
|    | Italia (bandiera)   | D     | Eddy Mengo              |
|    | Italia (bandiera)   | D     | Davide Migliozzi        |
|    | Italia (bandiera)   | P     | Federico Orlandi        |
|    | Italia (bandiera)   | D     | Felice Orsinetti        |
|    | Svizzera (bandiera) | A     | Giuseppe Perrone        |
|    | Italia (bandiera)   | C     | Michele Pietrella       |
|    | Italia (bandiera)   | A     | Mario Raso              |
|    | Italia (bandiera)   | D     | Mirko Ruggiero          |
|    | Italia (bandiera)   | D     | Giorgio Santarelli      |
|    | Italia (bandiera)   | D     | Alberto Schettino       |
|    | Italia (bandiera)   | A     | Nicolas Martin Tagliani |
|    | Italia (bandiera)   | A     | Giovanni Tiberi         |
|    | Italia (bandiera)   | C     | Roberto Travaglione     |
|    | Italia (bandiera)   | A     | Marco Tufano            |
|    | Italia (bandiera)   | D     | Danilo Vitali           |